# Het proces
Het proces is de Nederlandse titel van Der Process (titel naar Kafka's eigen spelling, Der Prozess in de huidige Duitse spelling), een fragmentarische surrealistische roman, van het genre dat tegenwoordig ook wel paranoïde fictie wordt genoemd, geschreven in 1914-15 door Franz Kafka en postuum gepubliceerd in 1925.
De hoofdpersoon Josef K. raakt verstrikt in een ondoorgrondelijk rechtssysteem. ‹Jemand mußte Josef K. verleumdet haben, denn ohne daß er etwas Böses getan hätte, wurde er eines Morgens verhaftet.›

## Verhaal
In het ongewisse van waarvan hij eigenlijk wordt beschuldigd en ervan overtuigd niets te hebben misdaan, verweert Josef K. zich tegen het raadselachtige rechtssysteem, dat hij als brave burger voor een rechtsstaat houdt waarin het beginsel van de onschuldpresumptie in ere wordt gehouden. Tot zijn verbijstering ondervindt hij echter, dat alles wat hij inbrengt om zijn onschuld te bepleiten, op voor hem onnavolgbare wijze juist tegen hem wordt gebruikt. Hij belandt zo in een absurde wereld, waarin recht en rede lijken te wijken voor de macht en logica van een kille en ondoorgrondelijke bureaucratie. Het lijkt zelfs alsof hij in een droom of een nachtmerrie is beland: hij wordt weliswaar "gearresteerd", maar mag zijn dagelijkse werkzaamheden voortzetten; en de verhoren en zittingen van het tegen hem gevoerd proces vinden niet plaats in gerechtsgebouwen of paleizen van justitie, maar op zolderkamertjes en vage achteraf-adresjes, en op zondagen. Langzaamaan doordringt 'het proces' alle facetten van zijn voortslepende leven als hoge bankemployé. Na verschillende vruchteloze pogingen om ook maar enigszins greep te krijgen op zijn proces (K. komt er zelfs nooit achter waarvan hij beschuldigd wordt), zwicht Josef K. Gedwee laat hij zich één dag voor zijn 31e verjaardag meevoeren naar een steengroeve waar het over hem geveld doodvonnis wordt voltrokken middels een dolksteek in zijn hart.

## Spelling van de titel
Kafka's eigen spelling van de titel was "Der Process". Toen een vriend van Kafka, de auteur Max Brod in 1925 de roman postuum publiceerde, normaliseerde hij de spelling in "Der Prozeß" naar de toenmalige Duitse orthografie. In de kritische uitgave van 1990 (Kritische Kafka-Ausgabe, Fischer Verlag) heet de roman "Der Proceß" - feitelijk een hybride spelling, die dus niet van Kafka zelf afstamt. De nieuwste uitgave van 1995 (Historisch-kritische Ausgabe, Stroemfeld Verlag) gaat streng terug naar Kafka's eigen spellingen en noemt de roman consequent "Der Process". In de huidige Duitse juiste spelling daarentegen schrijft men het woord "Der Prozess".

## Opera, film en toneel
Het proces inspireerde Gottfried von Einem tot het componeren van zijn opera Der Prozess, op het libretto van Boris Blacher en Heinz Cramer, die in 1953 in Salzburg in première ging. In 1962 wordt het boek door Orson Welles verfilmd onder de titel Le Procès (The Trial). In 2013 trad Toneelgroep Oostpool van september tot november in diverse steden op met de toneelbewerking Het Proces.

## Trivia
- Het proces werd in 1999 verkozen als tweede bij de verkiezing van de beste Duitstalige roman van de Twintigste Eeuw. In de lijst Le Mondes 100 Boeken van de Eeuw eindigde het boek op de 3e plaats.
- De Belgische popgroep K's Choice is genoemd naar Josef K, evenals het Schotse post-punk bandje genaamd Josef K.
- De begrippen kafkaësk en kafkaiaans hebben in de Nederlandse taal ingang gevonden als omschrijvingen voor situaties en gebeurtenissen die doen denken aan de setting en thematiek van Kafka's romans, met name Het proces en ook Het slot
- Simon Vestdijk bespreekt in het gijzelaarskamp Sint-Michielsgestel in 1942 het boek met een analytische kijk op de situatie van hemzelf en zijn toehoorders.[1]

## Nederlandse vertalingen
- Franz Kafka, Het proces, vert. Alice van Nahuys, Amsterdamsche Boek- en Courantmij. N.V., 1947
- Franz Kafka, Het proces, vert. Ruth Wolf, 1982
- Franz Kafka, Het proces, vert. Thomas Graftdijk, 1989
- Franz Kafka, Het proces, vert. Willem van Toorn, 2012